# A tojáscsősz
A tojáscsősz a Vízipók-csodapók című rajzfilmsorozat második évadának tizedik epizódja. A forgatókönyvet Kertész György írta.

## Cselekmény
Vízipók vízalatti napozóhelye egyben a vízicsigák tojáslerakóhelye is. Hátonúszóék családja szeretné megdézsmálni a finom csemegét, Vízipók azonban önkéntes tojáscsősznek áll.

## Alkotók
- Rendezte és tervezte: Szabó Szabolcs, Haui József
- Írta: Kertész György
- Dramaturg: Bálint Ágnes
- Zenéjét szerezte: Pethő Zsolt
- Operatőr: Polyák Sándor
- Segédoperatőr: Pethes Zsolt
- Hangmérnök: Bársony Péter
- Hangasszisztens: Zsebényi Béla
- Effekt: Boros József
- Vágó: Czipauer János
- Háttér: Molnár Péter
- Rajzolták: Farkas Antal, Kricskovics Zsuzsa, Madarász Zoltán, Vágó Sándor, Váry Ágnes
- Kihúzók és kifestők: Gaál Erika, Major Andrásné
- Színes technika: György Erzsébet
- Gyártásvezető: Vécsy Veronika
- Produkciós vezető: Mikulás Ferenc

Készítette a Magyar Televízió megbízásából a Pannónia Filmstúdió és a Kecskeméti Filmstúdió

## Szereplők
- Vízipók: Pathó István
- Keresztespók: Harkányi Endre
- Fülescsiga: Telessy Györgyi
- Rózsaszín vízicsiga: Géczy Dorottya
- Barna vízicsiga és Kék vízicsiga: Felföldi Anikó
- Hátonúszó: Velenczey István
- Hátonúszó felesége: Vay Ilus
- Méhecske; Hátonúszó fiai: Benkő Márta